# ルノー2世 (ブルゴーニュ伯)
ルノー2世（フランス語：Renaud II, 1061年 - 1095/1102年）は、ブルゴーニュ伯、マコン伯、ヴィエンヌ伯およびオルティンゲン伯。ブルゴーニュ伯ギヨーム1世の長男で、エティエンヌ1世およびローマ教皇カリストゥス2世の兄。

## 生涯
1087年に父が死去し、25歳で伯位を継承した。
レジナ・フォン・オルティンゲンと結婚し、オルティンゲン伯領を手に入れた。この結婚でギヨーム2世が生まれた。
ルノーは第1回十字軍に参加していたともみられ、死去した日は不明である。十字軍に先立って1095年に死去したか、聖地で弟エティエンヌ1世やブザンソン大司教ユーグとともに1102年ごろ死去したと考えられている。